# Sędzisław (stacja kolejowa)
Sędzisław – stacja kolejowa w Sędzisławiu, w województwie dolnośląskim, w Polsce. Według klasyfikacji PKP ma kategorię dworca lokalnego. Stacja jest międzynarodowym węzłem kolejowym z bezpośrednim połączeniem do Kralovca i Trutnova. 

## Ruch pasażerski
| Rok  | Wymiana pasażerska na dobę |
| ---- | -------------------------- |
| 2017 | 150-199                    |
| 2022 | 300-499                    |